# Хосе Марія Іглесіас
Хосе Марія Іглесіас (ісп. José María Iglesias; 5 січня 1823, Мехіко, Мексика — 17 листопада 1891, Мехіко, Мексика) — мексиканський юрист, професор, журналіст і політик. Від 31 жовтня 1876 до 23 січня 1877 року тимчасовий президент Мексики. Відомий як автор закону Іглесіаса, антиклерикального закону, що регулює церковні збори і спрямованого на запобігання зубожіння мексиканського селянства .

## Життєпис
Хосе Марія Іглесіас народився в багатій родині в Мехіко. Коли йому було 12 років, помер його батько. П'ять років по тому померла мати. Його дядько Мануель Інзаурага взяв на себе відповідальність за його освіту. Іглесіас отримав освіту юриста і 1844 року був прийнятий в колегію адвокатів.
Пізніше Іглесіас став професором юриспруденції в коледжі Сан-Грегоріо. Він також писав для в газети, яка критикувала режим Антоніо де Санта-Анни. Був членом міської ради в Мехіко 1846 року, і після вторгнення США того ж року був призначений до Вищого військового суду. В кінці війни він зайняв відповідальний пост у Міністерстві фінансів в уряді Маріано Арісти.

## Політична кар'єра
1852 року Іглесіаса обрано в Конгрес, де він став відомим завдяки своїм красномовству і знанню конституційного права. 1856 року його призначено головним чиновником міністерства фінансів при президенті Ігнасіо Комонфорт, а пізніше міністром юстиції (від січня до травня 1857). На останній посаді він відповідав за розробку закону, який заборонив церкві володіти земельною власністю. Від травня до вересня 1857 року Іглесіас був міністром фінансів. 16 вересня 1857 року був обраний шляхом всенародного голосування суддею Верховного суду. Коли після захоплення Пуебли французами 17 травня 1863 року президент Беніто Хуарес був змушений залишити Мехіко, Іглесіас супроводжував його. У вересні Хуарес призначив його міністром юстиції, він займав цей пост до повернення республіканського уряду в столицю 1867 року після вигнання імператора Максиміліана. В цей період він супроводжував Хуареса і республіканський уряд, коли вони переїжджали з місця на місце, щоб уникнути захоплення прихильниками імператора. Частину цього часу він також займав пост міністра фінансів.
Після повернення в Мехіко Іглесіаса знову обрано до Конгресу. 1867 року він став президентом палати депутатів. Від вересня 1868 до жовтня 1869 року був міністром внутрішніх справ. Після цього — знову міністром юстиції.

## Тимчасовий президент
1871 року Іглесіас відійшов від політичного життя за станом здоров'я. Але повернувся на державну службу наступного року, а в липні 1873 року був обраний президентом Верховного суду. Президент Хуарес помер 1872 року, його наступником став Себастьян Лердо де Техада. Коли Конгрес оголосив 26 вересня 1876 року президентом Лердо де Техаду (також члена ліберальної партії і прихильника Хуареса), Іглесіас оголосив вибори незаконними. Відповідно до чинної тоді конституції Мексики, за відсутності конституційно обраного президента, виконавчу владу мав здійснювати президент Верховного суду. Ґрунтуючись на цьому, Іглесіас оголосив себе президентом. У той же час генерал Порфіріо Діас повстав проти Лердо де Техади. Через це сам факт перебування на посаді президента не є безперечним. Деяких з прихильників Іглесіаса було заарештовано Леардо де Техадою, і Іглесіас був змушений тікати зі столиці. Він вирушив до Гуанахуато, де був визнаний президентом Республіки губернатором Флоренсіо Антільоном, генералом Гарсіа де ла Каденою і військовим комендантом Халіско, генералом Кебалісом. У Саламанці він видав маніфест, оголосивши про своє керівництво урядом, і призначив членів кабінету. До грудня штати Гуанахуато, Керетаро, Агуаскальєнтес, Халіско, Сан-Луїс-Потосі визнали його президентом.
Тим часом Леардо де Техада був змушений залишити столицю після поразки в битві при Tecoaci (Пуебла) від генерала Порфіріо Діаса. Діас і Іглесіас почали переговори, але коли вони перервалися через відмову останнього визнати план Тустепек, Діас виступив проти Іглесіаса. Іглесіас втік до Гвадалахари, де створив свій уряд 2 січня 1877 року. Його війська під командуванням Антільона зазнали поразки в Лос-Адобс, і він втік зі своїм кабінетом і генералом Кебалосом до Мансанільо. 16 січня Іглесіас відплив до Сполучених Штатів Америки.
В Нью-Йорку він пише La Cuestión Presidencial de 1876 на захист своїх претензій на пост президента. Він без перешкод повернувся до Мексики 1878 року. Йому було запропоновано кілька важливих посад в уряді, але Іглесіас відмовився. Він був головним редактором різних журналів, і опублікував кілька наукових робіт.
Помер у Мехіко 17 листопада 1891 року. (В деяких джерелах зазначається дата 17 грудня).
В 1893 році опубліковано автобіографію Хосе Марії Іглесіаса.